# Buruhwold
Buruhwold, Burhweald ou Brihtwold est un prélat anglo-saxon du début du XIe siècle. Il est évêque de Cornouailles dans les années 1010.

## Biographie
Buruhwold devient évêque de Cornouailles entre 1009 et 1012 et meurt entre 1019 et 1027. Son neveu Lyfing, également évêque de Crediton, lui succède.
La cathédrale Saint-André de Wells abrite le tombeau d'un évêque nommé Burwaldus, mais la plupart des sources écrites ne mentionnent aucun évêque de Wells portant ce nom. Il pourrait donc s'agir de la tombe de l'évêque Buruhwold de Cornouailles, inhumé pour une raison inconnue dans le Somerset.